# Biologisk interaktion
Biologisk interaktion er de effekter, som organismer i et fælles levested har på hinanden. I et økologisk system findes der ingen organismer i absolut isolation, og dermed skal enhver organisme interagere med miljøet og andre organismer. En organismes interaktion med sine omgivelser er afgørende for overlevelsen af organismen og hvordan økosystemet fungerer som helhed.
I økologi kan biologiske interaktioner både involvere individer af samme art eller individer af forskellige arter. Disse kan yderligere klassificeres ved enten mekanismen af samspillet eller styrken, varigheden og retningen af deres effekter. Arter kan interagere en gang i løbet af en generation (fx bestøvning), eller leve helt i en hinanden (fx endosymbiose). Effekter spænder fra indtagelse af et andet individ (prædation, herbivore eller kannibalisme), til gensidig fordel (mutualisme). Interaktioner behøver ikke være direkte; individer kan påvirke hinanden indirekte igennem fælles resurser eller fælles fjender.
I populationsdynamikken studeres biologiske interaktioners effekt på populationers størrelser.

## Interaktioner kategoriseret efter effekt
De forskellige former for interaktion er angivet i skemaet. Der er seks mulige kombinationer, som spænder fra gensidig gavn videre til neutral interaktion til gensidigt skadelige interaktioner. Niveauet af gavn eller skade er kontinuerlig og ikke diskret, så en specifik interaktion kan have et interval fra trivielt skadeligt igennem til dødelig. Det er vigtigt at bemærke, at disse interaktioner ikke altid er statiske. I mange tilfælde vil to arter interagerer forskelligt under forskellige betingelser. Dette er især tilfældet i, men ikke begrænset til tilfælde, hvor arter har flere drastisk forskellige livsstadier.

### Konkurrence
Konkurrence er en gensidigt skadelig interaktion mellem individer, populationer eller arter.

### Amensalisme
Amensalisme er et samspil, hvor en organisme påfører skade på en anden organisme, uden at pådrage sig hverken omkostninger eller fordele ved det. En typisk og klar amensalisme er, når får eller kvæg tramper græs. Mens tilstedeværelsen af græsset forårsager ubetydelige skader på dyrets klove, bliver græsset bøjet eller knust. Amensalisme bruges ofte til at beskrive stærkt asymmetriske konkurrencedygtige interaktioner, såsom den, som er blevet observeret imellem den spanske alpestenbuk og snudebiller af slægten Timarcha, som begge lever af den samme type busk. Mens tilstedeværelsen af billen næsten ingen indflydelse har på madens tilgængelighed, har tilstedeværelsen af stenbukken en meget skadelig virkning på billens antal, da stenbukkene forbruger betydelige mængder af plantemateriale og de dertil tilfældigt kan komme til at indtage snudebiller, når de spiser af busken.

### Antagonisme
I antagonistiske interaktioner får én dyreart en fordel på bekostning af en anden. Prædation er den form for antagonisme, hvor en organisme indtager biomasse fra en anden. Det er ofte brugt som et synonym for kødæderi, men i sin bredeste definition omfatter det at en organisme spiser en anden, uanset deres trin i fødekæden, graden af association (f.eks. parasitisme og snylteri) og skade gjort på byttet (f.eks. græsning). Indtagelse af potentielle konkurrenter opstår, når en organismes byttedyr er en af en forskellig art, men på samme trin i fødekæden.[kilde mangler] Prærieulve dræber og indtager eksempelvis grå ræve i det sydlige Californien, da de jagter samme byttedyr.[kilde mangler] Batesiansk efterligning er også en antagonistisk interaktion, hvor en art har udviklet sig til at efterligne en anden, til fordel for de kopirene arter, men på bekostning af de arter, der efterlignes.

### Neutralisme
Neutralisme er en teoretisk interaktion mellem to arter, hvor interaktionen ikke påvirker nogen af arterne; velværen for den ene art har absolut ingen virkning på den andens velvære, og omvendt. Eksempler på sand neutralisme er næsten umulige at finde, og de fleste økologer (samt lærebøger) er enige i, at en sådan interaktion ikke eksisterer i virkeligheden. Når man beskæftiger sig med komplekse netværk af interaktioner i økosystemet, kan man ikke hævde, at der absolut ingen konkurrence er mellem de to arter, eller absolut ingen gavn for dem. Imidlertid er udtrykket ofte brugt til at beskrive situationer, hvor interaktionen er ubetydelig.
Synnecronose er et særligt tilfælde, hvor interaktionen er så gensidigt ødelæggende, at det resulterer i døden, som i tilfældet med nogle parasittiske infektioner. Det er en sjælden og nødvendigvis kortvarig tilstand som evolution selektere imod, da den dræbende parasit forhindre sig selv i at reproducere ved at dræbe sin vært. Udtrykket bruges sjældent.

### Økologisk facilitering
De følgende to interaktioner kan klassificeres som faciliterende. Facilitering beskriver interaktioner imellem arter, der gavner mindst en af deltagerne og forårsager ingen skade til den anden. Faciliteringer kan kategoriseres som mutualisme, hvor begge arter gavnes eller commensalisme, hvor en art får en fordel og den anden er upåvirket. Meget af klassisk økologisk teori (fx naturlig selektion, niche-separation, metapopulationen dynamik) har fokuseret på negative interaktioner såsom prædation og konkurrence, men positive interaktioner (facilitation) modtager stigende fokus på økologisk forskning.

#### Kommensalisme
Kommensalisme gavner en organisme, mens den anden organisme hverken gavnes eller skades. Dette sker når en organisme tager fordelene ved at interagere med en anden organisme, hvor værtsorganismen ikke påvirkes. Et godt eksempel er en remoraer som lever samen med hajer. Remoraer spiser kun madrester fra hajens bytter. Hajen påvirkes ikke i processen, da remoraer kun spiser madrester fra hajen, som derved ikke nedbryder hajens resurser.

#### Mutualisme
Mutualisme er interaktioner imellem to eller flere arter, hvor begge arter får en en gensidig fordel, foreksempel en øget maksimum populations-størrelse. Mutualisme kan klassificeres i forhold til graden af samarbejde, den tætteste kendt som symbiose, som ofte forveksles med mutualisme. En eller begge arter, som er involveret i interaktionen kan være obligate, hvilket betyder at de ikke kan overleve på kort eller lang sigt, uden at den anden art. Selvom mutualisme historisk har fået mindre opmærksomhed end andre interaktioner såsom prædation, er det meget vigtigt emne i økologi. Eksempler omfatter rensefisk, bestøvning og frøspredning, tarmflora, enkelte former for mimicry og kvælstoffiksering af bakterier i rodknuder i bælgplanter.

## Interaktioner klassificeret efter mekanismen

### Symbiose
Udtrykket symbiose (græsk:  leve sammen) kan anvendes til at beskrive forskellige grader af tætte forbindelser imellem organismer af forskellige arter. Nogle gange er det kun anvendt i begrænsede tilfælde, hvor begge organismer gavnes; nogle gange er det brugt mere generelt til at beskrive alle sorter af relativt stramme relationer, dvs. selv parasitisme, men ikke prædation. Det kan bruges til at beskrive forbindelser, hvor en organisme lever på eller i en anden organisme, eller det kan anvendes til at beskrive de tilfælde, hvor organismer er relateret af gensidigt stereotypisk adfærd.
I begge tilfælde er symbiose meget mere almindelig i den levende verden og langt vigtigere, end det er almindeligt antaget. Næsten hver organisme har mange parasitter i sig. En stor procentdel af planteædere har mutualistisk tarmflora, som hjælper dem med at fordøje plantemateriale, som er sværere at fordøje end animalsk bytte. Koralrev er resultatet af mutalisme imellem korallernes organismer og forskellige typer af alger, som lever inde i dem. De fleste af jordens planter er af afhængelige af mutalismen i økosystemet imellem planter, såsom kulstof i luften, og svampen Mykorrhiza, der hjælper med at udvinde mineraler fra jorden. Udviklingen af alle eukaryoter (planter, dyr, svampe, protist) menes at have resulteret fra en symbiose imellem forskellige former for bakterier.

### Konkurrence
Konkurrence kan defineres som et samspil imellem organismer eller arter, hvor egnetheden af den ene sænkes ved tilstedeværelsen af en anden. Begrænsningen af mængden af mindst en resurse (såsom mad, vand og territorium), som anvendes af begge forøger normalt denne type interaktion, selvom konkurrencen også kan eksistere i forhold til andre "bekvemmeligheder", såsom hunner til reproduktion (i tilfælde af mandlige organismer af samme art). Konkurrence er en af mange interagerende biotiske faktorer, som påvirker synøkologiens struktur. Konkurrencen blandt medlemmer af den samme art er kendt som intraspecifik konkurrence, mens konkurrencen mellem individer af forskellige arter er kendt som interspecifik konkurrence.
Konkurrence i samme art er normalt ikke så tydelig som konkurrence imellem arter, medmindre i tilfælde af en pludselig drastisk ændring. Det kan dog være den mest iøjnefaldende form for konkurrence, hvor foreksempel geparder og hyæner ofte er dræbt af løveflokke, udelukke for at fjerne dem som konkurrence om byttedyr. Konkurrencens interaktion er ikke altid en simpel, og kan forekomme i både direkte og indirekte variationer.
Konkurrencen mellem arter på samme trofiske niveau af et økosystem, som har et fælles rovdyr, øges drastisk i mængde hvis det fælles rovdyr i levestedet faldet med en stor margen. Størrelsen af konkurrencen afhænger derfor af mange faktorer i samme økosystem.
Ifølge det konkurrencemæssige udelukkelsesprincip, bør arter som er mindre egnet til, at konkurrere om resurser enten tilpasse sig eller uddø. Ifølge evolutionsteori, spiller denne konkurrence indenfor og mellem arter for resurser en afgørende rolle i naturlig selektion.